# Breutelia dominicensis
Breutelia dominicensis är en bladmossart som beskrevs av Edwin Bunting Bartram 1955. Breutelia dominicensis ingår i släktet gullhårsmossor, och familjen Bartramiaceae. Inga underarter finns listade i Catalogue of Life.